# ایوا بارتوک
اوا بارتوک (مجاری: Eva Bartok؛ ‏ ۱۸ ژوئن ۱۹۲۷ – ۱ اوت ۱۹۹۸) هنرپیشه اهل مجارستان بودکه بین سال‌های ۱۹۴۷ تا ۱۹۶۶ میلادی فعالیت می‌کرد.
از فیلم‌های او می‌توان به اورینت اکسپرس اشاره کرد.